# Elvált Szülők Felnőtt Gyermekei
Az Elvált Szülők Felnőtt Gyermekei (eredeti cím: A.C.O.D.) 2013-as amerikai filmvígjáték, amelyet Stu Zicherman és Ben Karlin forgatókönyvéből Zicherman rendezett. A főbb szerepekben Adam Scott, Amy Poehler, Jessica Alba és Jane Lynch látható. A film címe a Adult Children of Divorce rövidítése.
Teddy Schwarzman a Black Bear Pictures produkciós cégén keresztül készítette a filmet. A további szerepeket Richard Jenkins, Mary Elizabeth Winstead és Catherine O’Hara, Ken Howard és Clark Duke alakítja.
Amerikában 2013. október 4-én mutatták be a mozikban. Magyarországon az HBO mutatta be 2014. szeptember 29-én.

## Cselekmény
Egy elégedett és sikeres férfi úgy dönt, újra felkeresi egy korábbi tanácsadóját, hogy értelmet adjon bátyja esküvőjének és szülei rendkívül zűrös válásának. Amikor rájön, hogy az életét a középszerű tanácsadója által írt, válófélben lévő gyerekekről szóló könyvben személyesítette meg, úgy dönt, szembesíti a családját a diszfunkcionális természetükkel.

## Szereplők
| Szerep                                           | Színész                 | Magyar hang     |
| ------------------------------------------------ | ----------------------- | --------------- |
| Carter Spencer                                   | Adam Scott              | Hamvas Dániel   |
| Hugh Spencer, Carter apja                        | Richard Jenkins         | Dunai Tamás     |
| Melissa, Carter anyja                            | Catherine O’Hara        | Andresz Kati    |
| Lauren Stinger, Carter barátnője                 | Mary Elizabeth Winstead | Bánfalvi Eszter |
| Trey Spencer, Carter testvére                    | Clark Duke              | Szvetlov Balázs |
| Dr. Lorraine Judith                              | Jane Lynch              | Spilák Klára    |
| Sondra Spencer, Carter mostohaanyja és főbérlője | Amy Poehler             | Bozó Andrea     |
| Gary, Carter mostohaapja                         | Ken Howard              | Vass Gábor      |
| Keiko Kobayashi                                  | Valerie Tian            | Mórocz Adrienn  |
| Michelle                                         | Jessica Alba            | Szilágyi Csenge |
| Mark                                             | Adam Pally              | Mészáros Máté   |

### Magyar változat
- Főcím: Galambos Péter
- Magyar szöveg: Laki Mihály
- Hangmérnök: Kiss István
- Vágó: Sári-Szemerédi Gabriella
- Gyártásvezető: Gelencsér Adrienne
- Szinkronrendező: Majoros Eszter

A szinkront a Mafilm Audio Kft. készítette el.

## A film készítése
A forgatás 2012. március 12-én kezdődött Atlanta Castleberry Hill kerületében. Az atlantai botanikus kertben is forgattak. A hónap végén Decaturban is vettek fel jeleneteket. Április elejére a forgatás Buckheadben és a Lanier-tó közelében zajlott.
Alba a filmben játszott szerepéért egy atlantai művésztől ideiglenes tetoválást kapott egy rózsatriót a bal bicepszére és egy masnit a farokcsontjára.